# Bahía de Frobisher
La bahía de Frobisher es una amplia entrada de mar que forma parte del estrecho de Davis y que está localizada en la esquina sureste de la isla de Baffin, en el ártico canadiense. Administrativamente, pertenece al territorio autónomo de Nunavut y la capital de Nunavut, Iqaluit (conocida como «Frobisher Bay» hasta 1987), se encuentra en sus costas, al fondo de la bahía.
La bahía de Frobisher lleva su nombre en honor del navegante inglés Martin Frobisher, que la descubrió durante su expedición en búsqueda del paso del Noroeste en 1576.

## Geografía
La bahía de Frobisher está situada en un enclave estratégico de las rutas marinas árticas, en el estrecho de Davis, justo al norte del estrecho de Hudson, el estrecho que da acceso a la grandísima bahía de Hudson. De hecho, muchos de los primeros navegantes confundieron ambas aguas ya que isla Resolución separa ambos pasos. El siguiente entrante hacia el norte en la costa de isla Baffin es el Cumberland Sound.
La bahía de Frobisher tiene una longitud de aproximadamente 230 km y su anchura varía de unos 40 km en su embocadura hasta unos 20 km de anchura media en su interior. La bahía tiene forma de cono y está flanqueada por dos largas penínsulas: al noreste, la península Hall, y, al suroeste, la península Meta Incognita. 
A ambos lados de la boca hay dos grupos de islas de un tamaño medio, continuación de las penínsulas: 
- en la parte septentrional, frente a península Hall (que en ese extremo se llama península de Blunt), islas Leffert, isla Loks Land, el grupo de pequeñas islas Harper e isla Hall;
- en la parte meridional, frente a la península Meta Incognita, el grupo de islas Lower Savege —separadas de Meta Incognita por el estrecho Annapolis—; isla Resolución, separada del grupo anterior de islas por el estrecho de Gabriel; e isla Edgell, separada de isla Resolución por el estrecho de Graves.

La forma de embudo de la bahía es la causa de las grandes variaciones mareales, que en Iqaluit son cada día de, aproximadamente, 7 a 11 m de altura. Esta forma se debe a la gran salida glaciar centrada sobre la cuenca Foxe durante la glaciación del Pleistoceno, que sacó la bahía de la cuenca, ahora inundada por el mar.

### Riberas interiores
Las riberas interiores de la bahía son muy quebradas y dentadas, lo que refleja su origen glacial, y hay numerosas pequeñas bahías, ensenadas y sounds, en las que fluyen innumerables pequeños ríos y arroyos. Además, toda la bahía está tachonada de pequeñas islas e islotes ribereños. Hay grandes acantilados en ambas orillas, elevándose la costa noreste a unos 330 m, y el doble la costa suroeste, como resultado de la inclinación de la corteza terrestre a nivel local durante el primer Terciario.
- La ribera suroriental —la costa nororiental de la península Meta incognita— comienza en la punta East Bluff, en aguas del canal Annapolis, frente a las islas Lower Savage. Este tramo se interna en dirección NO, con el Noble Inlet, las islas Cross, isla Potter (separada de tierra por el estrecho Kendall), punta Buerger, el Jackman Sound, punta Peter, el York Sound, el borde del glacial Grinnell, la pequeña bahía de Watts, que inicia un tramo de pequeñas entalladuras en la costa bordeando las montañas Everett, hasta cabo Lawrence. Siguen bahía Kneeland, bahía Leach, cabo Vanderbil y el Newell Sound. Aquí comienza un tramo interior, de menos profundidad, limitado por las islas Fletcher, Pike y Pugh y el grupo de pequeñas islas Culbertson. Es un tramo peligroso para la navegación, que debe atravesar las islas por el estrecho canal Fletcher, de unos 22 km de longitud y apenas 2-2,5 km de anchura. Una vez atravesadas las islas, el tramo de costa es mucho más suave, más bajo, sin apenas entantres: en él está el cabo Rammelsberg y al final, el Foul Inlet, el extremo más occidental de toda la bahía. En este tramo final están tres pequeñas islas, Hill, Bishop y Faris, y desaguan dos ríos de cierta importancia, el Armshaw y el Sylvia Grinnell.
- La ribera nororiental —la costa suroccidental de la península Hall— comienza en la desembocadura del río Syvila Grineel, donde está situada Iqaluit, la capital de Nunavut. Este tramo de costa avanza hacia el exterior siguiendo una dirección SE, casi paralela a la ribera opuesta. Comienza este tramo interior bordeando la pequeña península de Laird y sigue luego con la península Becher, un entrante de unos 30 km que debe bordearse casi totalmente y que limita la amplía ensenada Ward, con la isla Augustus en su centro. Sigue luego un tramo de costa frente a la isla Bruce, con la bahía Waddell, Royer Cove, isla Chase, isla McLean, isla Gabriel, bahía Hamlen, la península Barrow, con el fiordo Newton, la ensenada Wiswelll, el Condesa de Warwick Sound, la península Blunt y finaliza en cabo True, en aguas del Chapell Inlet, frente a la isla Leffert.

## Historia
La bahía lleva ese nombre en honor del navegante inglés Martin Frobisher, que, durante su expedición de 1576 en búsqueda del paso del Noroeste, se convirtió en el primer europeo que visitaba la zona. Arribó con un único barco, el Gabriel, el 28 de julio, casi con seguridad a las costas de la isla Resolución. En esa expedición Frobisher volvió con una piedra que se creyó podía contener oro (en realidad era una variedad de pirita), lo que motivó gran interés en volver.
Volvió en su segunda expedición al año siguiente, el 17 de julio de 1577, al frente de una pequeña flota de tres barcos, el Ayde, el Gabriel y el Michael en la que llevaba mineros y refineros a bordo. En esa ocasión arribó a lo que el llamó Tierra Hall —en honor de uno de sus capitanes, Christopher Hall, al mando del Gabriel— en el borde septentrional de la boca de la bahía de Frobisher. Unos días más tarde se tomó posesión solemnemente de esas tierras y de la parte sur de la bahía en nombre de la reina. 
Frosbisher regresó por tercera vez en 1578, con la intención de organizar una gran recogida de mineral en la zona, está vez al frente de una numerosa flota de 15 barcos. Intentaron establecer un asentamiento invernal, pero abandonaron el intento. Al regresar a Inglaterra el mineral no sirvió para nada y se abandonó la empresa.
Hasta 1861, los blancos pensaban que la bahía era un estrecho que separa la isla de Baffin de otra isla más pequeña, que sería la actual península Meta Incognita.